# Frasco-Sonogno

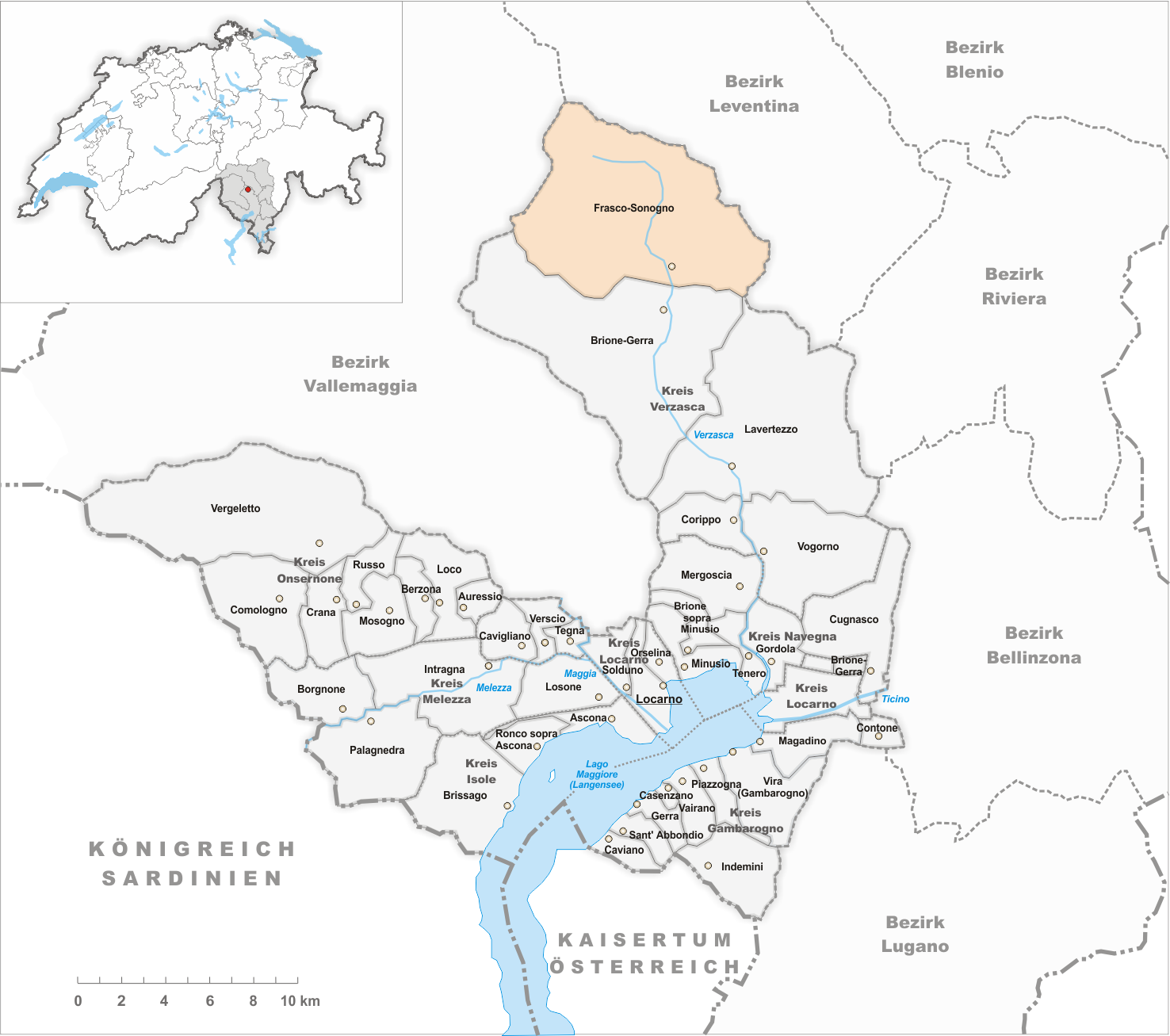
Gemeindestand vor der Fusion am 1. Januar 1844

Frasco-Sonogno war bis zum Jahre 1843 eine politische Gemeinde im Verzascatal, Kanton Tessin, Schweiz. Im genannten Jahr teilte sie sich in die Gemeinden Frasco und Sonogno auf.